# Atari
Atari (/əˈtɑːri/) là một thương hiệu thuộc sở hữu của một số đơn vị kể từ khi thành lập vào năm 1972, hiện nay được Atari Interactive, một chi nhánh của nhà xuất bản Pháp Atari, SA nắm giữ. Công ty ban đầu Atari, Inc., được thành lập tại Sunnyvale, California vào năm 1972 bởi Nolan Bushnell và Ted Dabney, là người tiên phong trong các trò chơi arcade, máy chơi game video và máy tính gia đình. Các sản phẩm của công ty, chẳng hạn như Pong và Atari 2600, đã giúp định nghĩa ngành công nghiệp giải trí điện tử từ những năm 1970 đến giữa những năm 1980.
Năm 1984, do sự sụp đổ của trò chơi điện tử năm 1983, Atari Inc. ban đầu đã bị tách ra và bộ phận arcade được chuyển thành Atari Games Inc.  Atari Games đã nhận được quyền sử dụng logo và tên thương hiệu với văn bản "Games" được gắn thêm vào trên các trò chơi arcade, cũng như các quyền đối với các thuộc tính phần cứng arcade gốc 1972-1984. Các tài sản của Atari Consumer Electronics Division đã lần lượt được bán cho Tramel Technology Ltd. của Jack Tramiel, sau đó đổi tên thành Tập đoàn Atari. Năm 1996, Atari Corporation sáp nhập ngược với nhà sản xuất ổ đĩa JT Storage (JTS), trở thành một bộ phận trong công ty. Năm 1998, Hasbro Interactive đã mua lại tất cả các tài sản liên quan đến Tập đoàn Atari từ JTS, tạo ra một công ty con mới, Atari Interactive.
Infogrames Entertainment (IESA) đã mua lại Hasbro Interactive vào năm 2001 và đổi tên thành Infogrames Interactive, công ty không ngừng xuất bản các tựa game mang thương hiệu Atari. Năm 2003, nó đổi tên thành bộ phận Atari Interactive. Một bộ phận khác của IESA, Infogrames Inc. (trước đây là GT Interactive ), đã đổi tên thành Atari Inc. trong cùng năm, cấp phép cho tên và logo Atari từ công ty con.
Năm 2008, IESA đã hoàn tất việc mua lại cổ phiếu đang lưu hành của Atari, Inc., biến nó thành công ty con thuộc sở hữu hoàn toàn của mình. IESA đổi tên thành Atari, SA vào năm 2009. Công ty đã xin được bảo vệ phá sản theo luật của Pháp vào tháng 1 năm 2013.